# Ubihinol-citohrom-c reduktaza
Ubihinol-citohrom-c reduktaza (EC 1.10.2.2, koenzim Q-citohrom c reduktaza, dihidrokoenzim Q-citohrom c reduktaza, redukovani ubihinon-citohrom c reduktaza, kompleks III (mitohondrijski elektronski transport), ubihinon-citohrom c reduktaza, ubihinol-citohrom c oksidoreduktaza, redukovani koenzim Q-citohrom c reduktaza, ubihinon-citohrom c oksidoreduktaza, redukovani ubihinon-citohrom c oksidoreduktaza, mitohondrijski elektron transportni kompleks III, ubihinol-citohrom c-2 oksidoreduktaza, ubihinon-citohrom b-c1 oksidoreduktaza, ubihinol-citohrom c2 reduktaza, ubihinol-citohrom c1 oksidoreduktaza, 2-citohrom c oksidoreduktaza, ubihidrohinol:citohrom c oksidoreduktaza, koenzim 2-citohrom c reduktaza, 2:citohrom c oksidoreduktaza) je enzim sa sistematskim imenom ubihinol:fericitohrom-c oksidoreduktaza. Ovaj enzim katalizuje sledeću hemijsku reakciju
Q2 + 2 fericitohrom c {\displaystyle \rightleftharpoons } Q + 2 ferocitohrom c + 2 H+
Ovaj enzim sadrži citohrome b-562, b-566 i c1, kao i 2-gvožđe feredoksin.

## Literatura
- Nicholas C. Price; Lewis Stevens (1999). Fundamentals of Enzymology: The Cell and Molecular Biology of Catalytic Proteins (Third изд.). USA: Oxford University Press. ISBN 019850229X.
- Eric J. Toone (2006). Advances in Enzymology and Related Areas of Molecular Biology, Protein Evolution (Volume 75 изд.). Wiley-Interscience. ISBN 0471205036.
- Branden C; Tooze J. Introduction to Protein Structure. New York, NY: Garland Publishing. ISBN 0-8153-2305-0.
- Irwin H. Segel. Enzyme Kinetics: Behavior and Analysis of Rapid Equilibrium and Steady-State Enzyme Systems (Book 44 изд.). Wiley Classics Library. ISBN 0471303097.
- William P. Jencks (1987). Catalysis in Chemistry and Enzymology. Dover Publications. ISBN 0486654605.

## Spoljašnje veze
- Coenzyme Q–cytochrome-c+reductase на 